# Леопольд Тирманд
Леопольд Тирманд (пол. Leopold Tyrmand; *16 травня 1920, Варшава — †19 березня 1985, Форт-Маєрс, Флорида) — польський письменник і публіцист єврейського походження, популяризатор джазу в Польщі. Був одним з організаторів Джазового день усіх душ у Кракові 1954 р. — першого, ще неформального джазового фестивалю у Польщі, який знаменував початок політичної відлиги, де виконав мелодію на сопілці. В 1967 році переїхав до США.

## Творчість
Тематика творчості Леопольда Тирманда — воєнні спогади, побутові та детективні сюжети; Найвідомішим романом автора є «Злий», написаний у 1955 році (укр. скорочений переклад «Злий» Марії Пригари і Валентина Струтинського, Київ: Радянський письменник, 1959). Книга «Щоденник 1954» містить влучну характеристику сталінського періоду в Польщі. Окрім того Леопольд Тирманд відомий своїми політичними есе.

## Видання
Tyrmand Leopold.:Zly.— Warsawa, «CZYTELNIK», 1990, 656 с., наклад 199650+350, м. п., форм. > 1, на ст.7 перелік дійових осіб, передрук з видання 1955 р., ISBN 83-07-01982-6.